# テノヒラ
『テノヒラ』は、日本のフォークデュオ・遊吟が2009年6月17日にTsubasa Recordsからリリースした1枚目のミニアルバムである。

## 内容
前作『ライン』から約6か月ぶりにして、初のミニアルバム。

## 収録曲
| #  | タイトル         | 作詞・作曲 | 編曲             |
| -- | ---------------- | ---------- | ---------------- |
| 1. | 「テノヒラ」     | 卓         | 中村修司、VROOMS |
| 2. | 「サイレン」     | 伸治       | 中村修司、VROOMS |
| 3. | 「じぃじ」       | 伸治       | 伸治             |
| 4. | 「ドレッシング」 | 卓         | 卓               |
| 5. | 「空の君へ」     | 卓         | VROOMS、中村修司 |
| 6. | 「星の約束」     | 遊吟       | 中村修司、VROOMS |

### 解説
1. テノヒラ
2. サイレン
3. じぃじ
4. ドレッシング
5. 空の君へ
6. 星の約束